# Purple Day
Der Purple Day (Purple Day for Epilepsy, deutsch: Lilatag, violetter Tag) ist ein internationaler Gedenktag. Er soll dazu dienen, über Epilepsie aufzuklären, den Menschen die Angst vor den Erkrankten zu nehmen und verbreitete Mythen und Ängste vor dieser neurologischen Erkrankung zu zerstreuen. Weitere Ziele des Movements sind der Abbau der sozialen Stigmata, mit denen viele Betroffene konfrontiert sind, die Unterstützung von Menschen mit Epilepsie und die Ermutigung von Betroffenen, in ihren Communities aktiv zu werden, um diese Ziele zu erreichen.

## Geschichte
Der Gedenktag wurde 2008 von der damals neunjährigen Cassidy Megan ins Leben gerufen. Sie wurde durch ihren eigenen Kampf mit Epilepsie motiviert. Die Epilepsy Association of Nova Scotia (Epilepsie-Vereinigung von Nova Scotia) schloss sich Cassidy an und half, Cassidys Initiative bekannt zu machen. Im Jahr 2009 schlossen sich die in New York ansässige Anita Kaufmann Foundation und die Epilepsy Association of Nova Scotia zusammen, um den Purple Day international einzuführen und die Beteiligung von Organisationen, Schulen, Unternehmen, Politikern und Prominenten zu erhöhen. Am 26. März 2009 nahmen über 100.000 Studierende, 95 Betriebe und 116 Politiker am Purple Day teil. Im März 2009 wurde die offizielle USA Purple Day Party von der Anita Kaufmann Stiftung organisiert. Der Kanadier Paul Shaffer, bekannt aus der Late Show with David Letterman, nahm an der offiziellen Eröffnung in Dylan's Candy Bar in New York City teil. Im März 2012 erhielt der Purple Day die königliche Zustimmung und wurde zu einem gesetzlichen Tag für das Bewusstsein für Epilepsie in Kanada.
Am 17. Februar 2012 wurde der Purple Day in Kanada nach Bestätigung durch das Staatsoberhaupt Königin Elisabeth II. durch den Purple Day Act offiziell anerkannt.
Im Dezember 2015 hatte der Elektronikhändler Dick Smith eine große Unternehmenspartnerschaft mit Epilepsy Action Australia vereinbart, um den Purple Day in Australien mit einem Geldsponsoring in Höhe von 50.000 USD, Preisen und dem exklusiven Vertrieb von Purple-Day-Artikeln zu unterstützen. Eine Woche vor den Purple-Day-Feierlichkeiten im Jahr 2016 wurde Dick Smith unter Insolvenzverwaltung gestellt. Später stellte die Retail Food Group eine Spende in Höhe von 50.000 USD zur Verfügung, um das zuvor zugesagte Sponsoring von Dick Smith zu ersetzen.
Die Anita Kaufmann Foundation ist Inhaberin der US-Marke „Purple Day“, Reg Nr. 4.055.0330, vom 15. November 2011. Die Epilepsy Association of the Maritimes besitzt die kanadische Marke „Purple Day“. Cassidy Megan, die Gründerin von Purple Day, ist alleinige Inhaberin der Urheberrechte.

## Beschreibung
Der Graswurzel-Gedenktag findet jedes Jahr am 26. März statt. Am Purple Day wird dazu aufgerufen, Lila zu tragen und in Veranstaltungen über Epilepsie aufzuklären. Lila ist die internationale Farbe für Epilepsie und eine Farbe, die Einsamkeit symbolisiert.
Ziel des Purple Day ist es, das Bewusstsein der Öffentlichkeit zu schärfen, die soziale Stigmatisierung vieler Epilepsiekranker zu verringern und Menschen mit Epilepsie zu ermutigen, in ihren Communities aktiv zu werden.
In Australien dient der Purple Day der Finanzierung verschiedener Organisationen, darunter Epilepsy Australia, Epilepsy Queensland und Epilepsy Foundation.
Während des Purple Day 2018 rief die Epilepsy Care Alliance die Technologiebranche dazu auf, weitere Innovationen für die Behandlung von Epilepsie voranzutreiben.
Der Purple Day wurde am 1. März 2020 das dritte Jahr in Folge im Walt Disney World Resort in Orlando, Florida, gefeiert. Etwa 1.000 Menschen nahmen daran teil. Es gab einen Vormittag mit Minnie und Mickey und am Nachmittag eine Expo und Informationssessions. Einige Themen waren: Anfallsfreiheit und die Familie, Anfälle trotz Medikamenten, CBD-Produkte: FDA-zugelassene und nicht FDA-zugelassene CBD-Produkte, Anfallscluster, Rettungsmedikamente und Therapieoptionen, die ersten Jahre, Veränderungen und das Erwachsenwerden. Der Tag endete mit einem Besuch in Epcot, wo sich das Raumschiff Erde lila färbte, um auf die Epilepsie aufmerksam zu machen.

## Guinness-Weltrekord
2017 wurde während des Purple Day von der Anita Kaufmann Stiftung ein Guinness-Weltrekord für die größte jemals durchgeführte Epilepsieschulung aufgestellt. Die größte Epilepsie-Schulung mit 737 Teilnehmenden wurde von Swasthya Kalyan Homoeopathic Medical College & Research Centre und Rajendra Kumar Sureka (beide Indien) am 23. März 2017 in Jaipur, Indien, durchgeführt.